# Carolena Carstens
Carolena Jean Carstens Salceda (Winfield, 18 de enero de 1996) es una deportista panameña-estadounidense que compite en taekwondo.
Ganó una medalla en los Juegos Panamericanos de 2023 y tres medallas en el Campeonato Panamericano de Taekwondo entre los años 2014 y 2018.

## Palmarés internacional
| Representando a Panamá  |                          |                   |           |
| Juegos Panamericanos    |                          |                   |           |
| Año                     | Lugar                    | Medalla           | Categoría |
| 2023                    | Santiago (Chile)         | Medalla de bronce | –57 kg    |
| Campeonato Panamericano |                          |                   |           |
| Año                     | Lugar                    | Medalla           | Categoría |
| 2014                    | Aguascalientes (México)  | Medalla de oro    | –53 kg    |
| 2016                    | Querétaro (México)       | Medalla de bronce | –57 kg    |
| 2018                    | Spokane (Estados Unidos) | Medalla de oro    | –53 kg    |